# Birgit
A Birgit női név a Brigitta skandináv (dán, norvég és svéd) alakváltozata.

## Rokon nevek
Brigitta, Britta, Gitta

## Gyakorisága
Az újszülötteknek adott nevek körében az 1990-es években szórványosan fordult elő. A 2000-es és a 2010-es években sem szerepelt a 100 leggyakrabban adott női név között.
A teljes népességre vonatkozóan a Birgit sem a 2000-es, sem a 2010-es években nem szerepelt a 100 leggyakrabban viselt női név között.

## Névnapok
február 1., július 23., október 8., október 11.